# Bandera de Tremp
La bandera oficial de Tremp té la descripció següent:
Bandera apaïsada de proporcions dos d'alt per tres de llarg, blava clara, amb tres flors de lis blanques cadascuna d'altura i amplada 1/3 de l'alçària del drap, juxtaposades pels extrems laterals inferiors i amb la flor de lis central apuntant a la meitat de la vora superior; tot el conjunt, a 1/9 de la vora superior.

## Història
Es va aprovar oficialment el 3 d'octubre del 1989 i fou publicada al DOGC núm. 1208 el 18 d'octubre del mateix any.
Està basada en l'escut heràldic de la localitat, amb la flor de lis com a atribut tradicional de la Mare de Déu de Valldeflors, patrona de la ciutat.